# Mutatório de César
Mutatório de César (em latim: Mutatorium Caesaris) era uma propriedade imperial localizada no sopé do monte Célio, perto do lado de fora da Porta Capena e aproximadamente de frente para as Termas de Caracala em relação à Via Ápia. Não resta atualmente nenhum vestígio no local.

## Função
Acredita-se que o local fosse ou uma área coberta ou uma praça onde os membros da administração imperial trocavam de meios de transporte: o uso de carruagens era proibido no interior da cidade e necessário para viagens entre Roma e outras localidades. Seu nome é uma referência a essas "mudanças" (mutationes).
Uma outra hipótese afirma que o local fosse uma estrutura onde o imperador trocava sua toga pelo paludamento segundo os rituais previstos quando deixava a cidade para ir à guerra e vice-versa quando retornava.

## Descrição
O Mutatório de César aparece num fragmento do "Plano de Mármore" (Forma Urbis) da época severiana. Nele, o termo "Mutatorium" indica uma série de edifícios à esquerda de uma via de curso vertical (provavelmente a Via Ápia), entre os quais está um composto por salas colunadas, provavelmente um estábulo para os cavalos.